# Laurent Rooke
Pour les articles homonymes, voir Rooke.
 (janvier 2015).
Laurent Rooke est un astronome et mathématicien anglais né le 13 mars 1622 (23 mars dans le calendrier grégorien) et mort le 27 juin 1662 (7 juillet dans le calendrier grégorien). Il a fait partie du cercle autour duquel se forma après sa mort la Société Royale de Londres.

## Biographie
Laurent Rooke fut baptisé le 18 mai 1622 (28 mai dans le calendrier grégorien) à Stanford dans le Kent. Il enseigna l’astronomie au collège Wadham, à l’université d’Oxford, d’abord comme assistant, puis une fois titularisé, au collège Gresham, en 1652, où il occupa une chaire de géométrie en 1657.
Parmi ses  travaux publiés post-mortem, on peut citer sa méthode d’observation du mouvement des lunes de Jupiter pour calculer la longitude.
Il est mort en 1662, laissant notamment des Obervationes in cometam (1652), Direction pour les marins qui vont aux Indes (1665), Manière d’observer les éclipses de lune (1666), Discours concernant l’observation des éclipses des satellites de Jupiter, etc.